# François Cacheux
Pour les articles homonymes, voir Cacheux.
 (mai 2014).
Si vous disposez d'ouvrages ou d'articles de référence ou si vous connaissez des sites web de qualité traitant du thème abordé ici, merci de compléter l'article en donnant les références utiles à sa vérifiabilité et en les liant à la section « Notes et références ».
François Alain Florentin André Cacheux né à Paris le 24 janvier 1923 et mort à Angers le 9 août 2011, est un sculpteur et résistant français.

## Biographie
François Cacheux, originaire d'une famille franco-suisse, est le petit-fils du peintre genevois Armand Cacheux (1868-1965).
Le sculpteur Robert Wlérick découvre son talent. En 1940, il entre à l'École des arts appliqués de la rue Dupetit-Thouars à Paris.
En 1942, l'un de ses dessins, La convalescente, représentant sa mère malade, est acquis par le musée d'Art moderne de la ville de Paris lors du 19e Salon des Tuileries qui s'y tient .
Il rencontre André Derain, André Dunoyer de Segonzac et les sculpteurs Jacques Zwobada et Charles Despiau.
En 1943, résistant au sein du réseau F2, il est arrêté, condamné à mort et déporté à Mauthausen.
De retour de déportation, ses œuvres s'inspirent de la vie et de l'amour pour la beauté de la femme et l'érotisme du corps féminin. François Cacheux se définit comme le « petit-fils de Rodin », mais ajoute être plus gai et plus optimiste que le maître.[réf. nécessaire]
Il est nommé professeur du dessin de nu en 1948 à l'école des beaux-arts de Clermont-Ferrand. En 1959, il est nommé directeur de l'École supérieure des arts décoratifs de Strasbourg qu'il quitte en 1989.
Il s'installe à côté d'Angers, à Port-Thibault à Sainte-Gemmes-sur-Loire. Il travaillera désormais dans son atelier des bords de la Loire.
Ses œuvres sont présentées dans plusieurs villes de France ainsi qu'à l'étranger : Angers, Brest, Lille (Monument à François Mitterrand), Nevers, Saint-Amand-Montrond, Sarrebourg, le palais d'Iéna à Paris, les musées d’art moderne de Paris, d’Albi, Cracovie, Budapest. Il expose à New York où il représente la France au FMI lors d'une exposition internationale. Ses œuvres sont ensuite présentées à Washington puis à Boston au sein de l'université Harvard.[réf. nécessaire]
En 2000, François Cacheux tint à témoigner de son attachement à l'Anjou par un don à la Ville d'Angers de 22 bronzes (bustes et statuettes), 70 dessins et 12 pastels. Les bustes et les grandes sculptures sont installés dans le parc et les jardins de l'arboretum d'Angers, les petites sculptures, pastels et dessins, sont conservés dans l'orangerie de l'arboretum.
Il réalise le Monument à Jean Moulin qui domine la Maine depuis le plateau des Capucins à Angers.
Les cinq premières statues de François Cacheux représentants les Grands hommes du XXe siècle, commandées par Georges Frêche, président de l'agglomération de Montpellier, sont installées à l'Odysseum sur la place du XXe-Siècle en août 2010. Cette installation, qui comporte les statues de Jean Jaurès, Winston Churchill, Charles de Gaulle, Franklin D. Roosevelt et Vladimir Illitch Lénine, provoque un débat,, débat relancé par l'inauguration des statues le 17 septembre 2010.
François Cacheux meurt le 9 août 2011 à l’hôpital d’Angers des suites d’une insuffisance cardiaque. Il est inhumé à Saint-Bonnet-Tronçais (Allier).

## Récompenses
- Prix Abd-el-Tif de la villa Abd-el-Tif (Algérie) en 1954.
- Prix international du buste 1986 (P. L. Weiller).
- Grand prix au premier festival international de sculpture contemporaine en 1992.
- À l'occasion de l'exposition de ses œuvres à la Fondation Taylor[13], il est nommé à l'unanimité au comité de cette fondation en 1995[14].
- Prix Charles Malfray en 1996.

## Distinctions
Par décret du 24 juin 1998, François Cacheux est promu commandeur de l'ordre national de la Légion d'honneur.